# Prałkowce (Przemyśl)
Prałkowce – część miasta Przemyśla, położona w zachodniej części miasta, nad Sanem, w rejonie ulicy Rosłońskiego.
Dawniej była to część wsi Prałkowce (tereny z wodociągami miejskimi i stadionem KS Gwardia) w powiecie przemyskim, w związku z reformą administracyjną kraju jesienią 1954 włączona do Przemyśla. Kolejną część Prałkowiec (12 ha) do Przemyśla włączono 1 stycznia 1977 (z gminy Krasiczyn).